# Chikkabandahalli, Mulbagal
Chikkabandahalli là một làng thuộc tehsil Mulbagal, huyện Kolar, bang Karnataka, Ấn Độ.